# Copestylum triunfense
Copestylum triunfense är en tvåvingeart som beskrevs av Albany Hancock 2007. Copestylum triunfense ingår i släktet Copestylum och familjen blomflugor. Inga underarter finns listade i Catalogue of Life.